# حسن دینامیت
حسن دینامیت فیلمی به کارگردانی مهدی میرصمدزاده و نویسندگی سعید مطلبی محصول سال ۱۳۵۱ است.

## خلاصه داستان
کارآگاهی خصوصی به نام حسن دینامیت (رضا بیک ایمانوردی) و وردستش (حسن رضائی) به وسیلهٔ دختری باخبر می‌شوند که هرمز (اصغر سمسارزاده)، دوست حسن، به اتهام قتل در زندان است و باید برای آزادی او قاتل اصلی را شناسائی کند...

## بازیگران
- رضا بیک ایمانوردی
- نیلوفر
- آنوشاوان هاروتیونیان
- یوری
- حسن رضایی
- مژگان
- کاظم روشن‌ضمیر Kȧzım Ravšanzamir
- علی زندی
- محمود پیراسته
- رفیع مددکار
- منوچهر اخضرپور
- ناهید یوسفی
- اصغر سمسارزاده
- حسین ملکی
- علی وفادار
- حسن گلپایگانی